# Championnat NCAA masculin de basket-ball
Le Championnat NCAA de basket-ball (NCAA Men's Division I Basketball Championship) oppose les équipes masculines de basket-ball des universités des États-Unis, réparties en trois divisions : Division I, II et III.

## Présentation
La saison NCAA de basket-ball est l'un des championnats universitaires les plus populaires des États-Unis juste après celui de football américain. En 2024, la NCAA et ESPN s'accordent pour sa diffusion jusqu'en 2032 pour un montant de 920 millions de dollars. Le championnat remplit des salles de plus de 10 000 places, et donc très régulièrement télévisé à tel point que certains joueurs sont des vedettes nationales.
Les moyens accordés aux équipes de Division III ou II sont généralement plus faibles et illustrés à l'extrême par l'académiquement réputé California Institute of Technology, où l'équipe masculine des Beavers a enchaîné un record historique de 310 défaites consécutives pendant 26 ans dans la Southern California Intercollegiate Athletic Conference, qui devrait faire l'objet d'un film de fiction produit par Ben Stiller.
Au début des années 2000, le championnat avait légèrement perdu en intérêt quand meilleurs joueurs ne passaient plus les quatre saisons habituelles correspondant à la durée de leur carrière universitaire. Les joueurs préférant rejoindre la NBA après une saison comme Carmelo Anthony voire directement de l'High School (lycée) à la NBA comme LeBron James. Avec ses quatre ans de NCAA, Tim Duncan faisait figure d'exception. Une norme s'était alors imposée, un joueur à fort potentiel jouait entre une et deux saisons avant de se présenter à la draft NBA.
Les raisons des carrières universitaires plus courtes étaient surtout financières, les athlètes-étudiants n'avaient le droit à aucune forme de rémunération et risquaient en plus de perdre leur éligibilité sportive universitaire. Ce qui n'est pas le cas des entraîneurs richement payés et qui sont aussi d'authentiques vedettes (John Wooden, Bobby Knight, Dean Smith, Rick Pitino, Mike Krzyzewski, etc.).
La question de la non-rémunération des étudiants-athlètes fut trachée à l'unanimité par Cour suprême des États-Unis en juin 2021. En statuant contre la NCAA sur sa position de monopole (« Antitrust »), la Cour suprême confirma que la NCAA n'est pas en autorité d'imposer des restrictions sur l’indemnisation ou la rémunération des athlètes-étudiants. 
Par conséquent, la NCAA a été contrainte de retirer ce même principe d'amateurisme en place depuis sa création. Dès lors, les athlètes-étudiants peuvent d’être rémunérés en vertu de leur nom, leur image ou de toute forme de ressemblance (en anglais NIL : Name, Image and Likeness) à partir du 1er juillet 2021. Les athlètes étudiants pourront désormais conserver leur bourse et leur éligibilité sportive, en plus des revenus potentiels provenant de leurs droits à l'image.

### Organisation du championnat
Depuis 1939, le championnat se termine par un tournoi final à quatre. Avant cette date, le titre récompensait l'équipe ayant le meilleur pourcentage de victoires du championnat. À partir de janvier, les universités participent à un championnat par match aller et retour au sein de cette conférence. Durant cette même période, ces universités rencontrent des universités d'autres conférences, mais selon des critères incluant le palmarès : ainsi, seules les équipes de même standing se rencontrent. Le meilleur joueur du tournoi final est nommé Most Outstanding Player. Un autre prix (College Player of the year) récompense le meilleur joueur de l'année sur le championnat.
La nombre de participant au tournoi varia de 8 à 53 équipes, il était alors restreint aux champions de conférence jusqu'en 1975. Le format actuel à 68 équipes fut adopté en 2011, il resta pratiquement identique depuis 1985, date à laquelle le format à 64 équipes fut adopté. 
Les équipes sont réparties en 32 conférences, dont les plus renommées sont l'Atlantic Coast Conference (Blue Devils de Duke, Yellow Jackets de Georgia Tech, Tar Heels de la Caroline du Nord), la Big East (Golden Eagles de Marquette, Wildcats de Villanova, Hoyas de Georgetown) et la Big Ten (Hoosiers de l'Indiana, Boilermakers de Purdue). Certaines équipes étaient indépendantes (sans affiliation à une conférence), toutefois, ce n'est plus le cas actuellement. 
À l'issue du championnat régulier de chaque conférence, le champion est désigné par l'intermédiaire d'un tournoi interne.

### March Madness
Le tournoi final a lieu en mars (et début avril), il suscite un grand intérêt aux États-Unis, on parle de March Madness (la folie de mars) pour marquer cet engouement. Le tournoi regroupe 64 équipes (après le First Four). Les champions de conférence sont déterminés lors d'un tournoi propre à chaque conférence : 32 vainqueurs de conférence sont alors automatiquement qualifiés (automatic bids en anglais) pour le tournoi national de fin de saison. Les meilleures conférences peuvent avoir plusieurs représentants.
Les 36 autres formations sont sélectionnées (at-large) par un comité de sélection lors du Selection Sunday, composé d'un groupe d’administrateurs (commissaire, directeur sportif...) au sein des universités et conférences qui exercent un mandat de 5 ans. Le comité de sélection est seul juge dans le choix des participants et des désignations des têtes de série (de 1 à 16). Jusqu'en 2018, le comité se basait en partie sur le RPI (Rating percentage index) calculé à partir d'un coefficient évaluant les victoires, les défaites et la difficulté du calendrier, entre autres critères. Désormais ce n'est plus le cas pour le tournoi masculin. Le comité s'appuie sur un autre index le NCAA Evaluation Tool (ou NET), dont les axes principaux sont :
- Les résultats des matchs
- La difficulté du calendrier
- Le lieu des rencontres (domicile, extérieur ou terrain neutre)
- La marge de victoire (par exemple une victoire en prolongation, ne compte que comme une victoire d'un point, peu importe le réel score final)
- La qualité des victoires et défaites
- Le quadrant system permet d'évaluer une victoire selon : l'adversaire, sa forme du moment et le lieu de la rencontre (Q1, Q2, Q3 et Q4). Q1 étant une victoire avec le plus de valeur, mais cette valeur peut évoluer au cours de la saison.

Selon des règles de répartition complexes, 4 groupes régionaux de 16 équipes sont ainsi constitués. Par un système d'élimination directe, les équipes les plus cotées rencontrent les plus faibles théoriquement. Les surprises sont nombreuses et ce n'est pas toujours les quatre têtes de série qui sont qualifiées pour la finale à quatre. C'est le Bracket final. Dans tout le pays, experts et amateurs font leur « arbre », les Américains donnent à la prédiction des rencontres le nom de bracketology. Les chances de réussir un bracket parfait sont environ d'une sur un trillion (un chiffre à 18 zéros).
| Tours                                   | Équipes engagées | Équipes en compétition | Rencontres | Semaines | Dates              |
| --------------------------------------- | ---------------- | ---------------------- | ---------- | -------- | ------------------ |
| First Four (barrages)                   | 68               | 8                      | 4          | 1re      | Mardi et jeudi     |
| First round (premier tour)              | 64               | 64                     | 32         | 1re      | Jeudi et vendredi  |
| Second round (second tour)              | 32               | 32                     | 16         | 1re      | Samedi et dimanche |
| Sweet Sixteen (demi-finales régionales) | 16               | 16                     | 8          | 2e       | Jeudi et vendredi  |
| Elite Eight (finales régionales)        | 8                | 8                      | 4          | 2e       | Samedi et dimanche |
| Final Four (demi-finales nationales)    | 4                | 4                      | 2          | 3e       | Samedi             |
| Championship game (finale)              | 2                | 2                      | 1          | 3e       | Lundi              |

### Championnat féminin
Il existe également un championnat universitaire féminin NCAA. Avant la création de la WNBA, il n'existait pas de championnat majeur aux États-Unis, obligeant les joueuses voulant devenir professionnelles à jouer en Europe ou ailleurs.
En 2002, 2003, 2004, l'Université de Connecticut a remporté 3 finales consécutives. En 2004, c'était même l'année du doublé filles-garçons pour UConn.

## Championnat NCAA de Division I (masculin)

### Championnat classique de 1901 à 1937
Ces titres non officiels furent attribués rétroactivement en 1936 par la Fondation Helms en prenant en compte le meilleur rapport victoires/défaites au cours de la saison. Pas de championnat à caractère national avant 1939.
| Saison | Vainqueur        | Bilan  |
| ------ | ---------------- | ------ |
| 1901   | Yale             | 10-4   |
| 1902   | Minnesota        | 11-0   |
| 1903   | Yale             | 15-1   |
| 1904   | Columbia         | 17-1   |
| 1905   | Columbia         | 19-1   |
| 1906   | Dartmouth        | 16-2   |
| 1907   | Chicago          | 22-2   |
| 1908   | Chicago          | 21-2   |
| 1909   | Chicago          | 12-0   |
| 1910   | Columbia         | 11-1   |
| 1911   | Saint John       | 14-0   |
| 1912   | Wisconsin        | 15-0   |
| 1913   | Navy             | 9-0    |
| 1914   | Wisconsin        | 15-0   |
| 1915   | Illinois         | 16-0   |
| 1916   | Wisconsin        | 20-1   |
| 1917   | Washington State | 25-1   |
| 1918   | Syracuse         | 16-1   |
| 1919   | Minnesota        | 13-0   |
| 1920   | Pennsylvanie     | 22-1   |
| 1921   | Pennsylvanie     | 21-2   |
| 1922   | Kansas           | 16-2   |
| 1923   | Kansas           | 17-1   |
| 1924   | Caroline du Nord | 25-0   |
| 1925   | Princeton        | 21-2   |
| 1926   | Syracuse         | 19-1   |
| 1927   | Notre Dame       | 19-1   |
| 1928   | Pittsburgh       | 21-0   |
| 1929   | Montana State    | 36-2   |
| 1930   | Pittsburgh       | 23-2   |
| 1931   | Northwestern     | 16-1   |
| 1932   | Purdue           | 17-1   |
| 1933   | Kentucky         | 20-3   |
| 1934   | Wyoming          | 26-3   |
| 1935   | New York         | 19-1   |
| 1936   | Notre Dame       | 22-2-1 |
| 1937   | Stanford         | 25-2   |

### Palmarès du Final Four depuis 1939
| Année | Vainqueur                                                   | Score                                                       | Finaliste                                                   | MOP                                                         | Équipe MOP                                                  |
| ----- | ----------------------------------------------------------- | ----------------------------------------------------------- | ----------------------------------------------------------- | ----------------------------------------------------------- | ----------------------------------------------------------- |
| 1939  | Oregon                                                      | 46-33                                                       | Ohio State                                                  | Jimmy Hull                                                  | Ohio State                                                  |
| 1940  | Indiana                                                     | 60-42                                                       | Kansas                                                      | Marvin Huffman                                              | Indiana                                                     |
| 1941  | Wisconsin                                                   | 39-34                                                       | Washington State                                            | John Kotz                                                   | Wisconsin                                                   |
| 1942  | Stanford                                                    | 53-38                                                       | Dartmouth                                                   | Howie Dallmar                                               | Stanford                                                    |
| 1943  | Wyoming                                                     | 46-34                                                       | Georgetown                                                  | Ken Sailors                                                 | Wyoming                                                     |
| 1944  | Utah                                                        | 42-40 (a.p.)                                                | Dartmouth                                                   | Arnie Ferrin                                                | Utah                                                        |
| 1945  | Oklahoma A&M                                                | 49-45                                                       | New York                                                    | Bob Kurland                                                 | Oklahoma A&M                                                |
| 1946  | Oklahoma A&M                                                | 43-40                                                       | North Carolina                                              | Bob Kurland                                                 | Oklahoma A&M                                                |
| 1947  | Holy Cross                                                  | 58-47                                                       | Oklahoma                                                    | George Kaftan                                               | Holy Cross                                                  |
| 1948  | Kentucky                                                    | 58-42                                                       | Baylor                                                      | Alex Groza                                                  | Kentucky                                                    |
| 1949  | Kentucky                                                    | 46-36                                                       | Oklahoma State                                              | Alex Groza                                                  | Kentucky                                                    |
| 1950  | CC New York                                                 | 71-68                                                       | Bradley                                                     | Irwin Dambrot                                               | CC New York                                                 |
| 1951  | Kentucky                                                    | 68-58                                                       | Kansas State                                                | Bill Spivey                                                 | Kentucky                                                    |
| 1952  | Kansas                                                      | 80-63                                                       | St. John's                                                  | Clyde Lovellette                                            | Kansas                                                      |
| 1953  | Indiana                                                     | 69-68                                                       | Kansas                                                      | B. H. Born                                                  | Kansas                                                      |
| 1954  | La Salle                                                    | 92-76                                                       | Bradley                                                     | Tom Gola                                                    | La Salle                                                    |
| 1955  | San Francisco                                               | 76-73                                                       | La Salle                                                    | Bill Russell                                                | San Francisco                                               |
| 1956  | San Francisco                                               | 83-71                                                       | Iowa                                                        | Hal Lear                                                    | Temple                                                      |
| 1957  | North Carolina                                              | 54-53 (a. 3 p.)                                             | Kansas                                                      | Wilt Chamberlain                                            | Kansas                                                      |
| 1958  | Kentucky                                                    | 84-72                                                       | Seattle                                                     | Elgin Baylor                                                | Seattle                                                     |
| 1959  | California                                                  | 71-70                                                       | West Virginia                                               | Jerry West                                                  | West Virginia                                               |
| 1960  | Ohio State                                                  | 75-55                                                       | California                                                  | Jerry Lucas                                                 | Ohio State                                                  |
| 1961  | Cincinnati                                                  | 70-65 (a.p.)                                                | Ohio State                                                  | Jerry Lucas                                                 | Ohio State                                                  |
| 1962  | Cincinnati                                                  | 71-59                                                       | Ohio State                                                  | Paul Hogue                                                  | Cincinnati                                                  |
| 1963  | Loyola (Chicago)                                            | 60-58 (a.p.)                                                | Cincinnati                                                  | Jimmy Hull                                                  | Ohio State                                                  |
| 1964  | UCLA                                                        | 98-83                                                       | Duke                                                        | Art Heyman                                                  | Duke                                                        |
| 1965  | UCLA                                                        | 91-80                                                       | Michigan                                                    | Bill Bradley                                                | Princeton                                                   |
| 1966  | Texas Western                                               | 72-65                                                       | Kentucky                                                    | Jerry Chambers                                              | Utah                                                        |
| 1967  | UCLA                                                        | 79-64                                                       | Dayton                                                      | Lew Alcindor                                                | UCLA                                                        |
| 1968  | UCLA                                                        | 78-55                                                       | North Carolina                                              | Lew Alcindor                                                | UCLA                                                        |
| 1969  | UCLA                                                        | 92-72                                                       | Purdue                                                      | Lew Alcindor                                                | UCLA                                                        |
| 1970  | UCLA                                                        | 80-69                                                       | Jacksonville                                                | Sidney Wicks                                                | UCLA                                                        |
| 1971  | UCLA                                                        | 68-62                                                       | Villanova                                                   | Howard Porter                                               | Villanova                                                   |
| 1972  | UCLA                                                        | 81-76                                                       | Florida State                                               | Bill Walton                                                 | UCLA                                                        |
| 1973  | UCLA                                                        | 87-66                                                       | Memphis State                                               | Bill Walton                                                 | UCLA                                                        |
| 1974  | North Carolina State                                        | 76-64                                                       | Marquette                                                   | David Thompson                                              | NC State                                                    |
| 1975  | UCLA                                                        | 92-85                                                       | Kentucky                                                    | Richard Washington                                          | UCLA                                                        |
| 1976  | Indiana                                                     | 86-68                                                       | Michigan                                                    | Kent Benson                                                 | Indiana                                                     |
| 1977  | Marquette                                                   | 67-59                                                       | North Carolina                                              | Butch Lee                                                   | Marquette                                                   |
| 1978  | Kentucky                                                    | 94-88                                                       | Duke                                                        | Jack Givens                                                 | Kentucky                                                    |
| 1979  | Michigan State                                              | 75-64                                                       | Indiana State                                               | Earvin Johnson                                              | Michigan State                                              |
| 1980  | Louisville                                                  | 59-54                                                       | UCLA                                                        | Darrell Griffith                                            | Louisville                                                  |
| 1981  | Indiana                                                     | 63-50                                                       | North Carolina                                              | Isiah Thomas                                                | Indiana                                                     |
| 1982  | North Carolina                                              | 63-62                                                       | Georgetown                                                  | James Worthy                                                | North Carolina                                              |
| 1983  | North Carolina State                                        | 54-52                                                       | Houston                                                     | Akeem Olajuwon                                              | Houston                                                     |
| 1984  | Georgetown                                                  | 84-75                                                       | Houston                                                     | Patrick Ewing                                               | Georgetown                                                  |
| 1985  | Villanova                                                   | 66-64                                                       | Georgetown                                                  | Ed Pinckney                                                 | Villanova                                                   |
| 1986  | Louisville                                                  | 72-69                                                       | Duke                                                        | Pervis Ellison                                              | Louisville                                                  |
| 1987  | Indiana                                                     | 74-73                                                       | Syracuse                                                    | Keith Smart                                                 | Indiana                                                     |
| 1988  | Kansas                                                      | 83-79                                                       | Oklahoma                                                    | Danny Manning                                               | Kansas                                                      |
| 1989  | Michigan                                                    | 80-79 (a.p.)                                                | Seton Hall                                                  | Glen Rice                                                   | Michigan                                                    |
| 1990  | UNLV                                                        | 103-73                                                      | Duke                                                        | Anderson Hunt                                               | UNLV                                                        |
| 1991  | Duke                                                        | 72-65                                                       | Kansas                                                      | Christian Laettner                                          | Duke                                                        |
| 1992  | Duke                                                        | 71-51                                                       | Michigan                                                    | Bobby Hurley                                                | Duke                                                        |
| 1993  | North Carolina                                              | 77-71                                                       | Michigan                                                    | Donald Williams                                             | North Carolina                                              |
| 1994  | Arkansas                                                    | 76-72                                                       | Duke                                                        | Corliss Williamson                                          | Arkansas                                                    |
| 1995  | UCLA                                                        | 89-78                                                       | Arkansas                                                    | Ed O'Bannon                                                 | UCLA                                                        |
| 1996  | Kentucky                                                    | 76-67                                                       | Syracuse                                                    | Tony Delk                                                   | Kentucky                                                    |
| 1997  | Arizona                                                     | 84-79 (a.p.)                                                | Kentucky                                                    | Miles Simon                                                 | Arizona                                                     |
| 1998  | Kentucky                                                    | 78-69                                                       | Utah                                                        | Jeff Sheppard                                               | Kentucky                                                    |
| 1999  | Connecticut                                                 | 77-74                                                       | Duke                                                        | Richard Hamilton                                            | Connecticut                                                 |
| 2000  | Michigan State                                              | 89-76                                                       | Florida                                                     | Mateen Cleaves                                              | Michigan State                                              |
| 2001  | Duke                                                        | 82-72                                                       | Arizona                                                     | Shane Battier                                               | Duke                                                        |
| 2002  | Maryland                                                    | 64-52                                                       | Indiana                                                     | Juan Dixon                                                  | Maryland                                                    |
| 2003  | Syracuse                                                    | 81-78                                                       | Kansas                                                      | Carmelo Anthony                                             | Syracuse                                                    |
| 2004  | Connecticut                                                 | 82-73                                                       | Georgia Tech                                                | Emeka Okafor                                                | Connecticut                                                 |
| 2005  | North Carolina                                              | 75-70                                                       | Illinois                                                    | Sean May                                                    | North Carolina                                              |
| 2006  | Florida                                                     | 73-57                                                       | UCLA                                                        | Joakim Noah                                                 | Florida                                                     |
| 2007  | Florida                                                     | 84-75                                                       | Ohio State                                                  | Corey Brewer                                                | Florida                                                     |
| 2008  | Kansas                                                      | 75-68 (a.p.)                                                | Memphis                                                     | Mario Chalmers                                              | Kansas                                                      |
| 2009  | North Carolina                                              | 89-72                                                       | Michigan State                                              | Wayne Ellington                                             | North Carolina                                              |
| 2010  | Duke                                                        | 61-59                                                       | Butler                                                      | Kyle Singler                                                | Duke                                                        |
| 2011  | Connecticut                                                 | 53-41                                                       | Butler                                                      | Kemba Walker                                                | Connecticut                                                 |
| 2012  | Kentucky                                                    | 67-59                                                       | Kansas                                                      | Anthony Davis                                               | Kentucky                                                    |
| 2013  | Louisville                                                  | 82-76                                                       | Michigan                                                    | Luke Hancock                                                | Louisville                                                  |
| 2014  | Connecticut                                                 | 60-54                                                       | Kentucky                                                    | Shabazz Napier                                              | Connecticut                                                 |
| 2015  | Duke                                                        | 68-63                                                       | Wisconsin                                                   | Tyus Jones                                                  | Duke                                                        |
| 2016  | Villanova                                                   | 77-74                                                       | North Carolina                                              | Ryan Arcidiacono                                            | Villanova                                                   |
| 2017  | North Carolina                                              | 71-65                                                       | Gonzaga                                                     | Joel Berry II                                               | North Carolina                                              |
| 2018  | Villanova                                                   | 79-62                                                       | Michigan                                                    | Donte DiVincenzo                                            | Villanova                                                   |
| 2019  | Virginia                                                    | 88-77                                                       | Texas Tech                                                  | Kyle Guy                                                    | Virginia                                                    |
| 2020  | Annulation du tournoi à la suite de la pandémie de Covid-19 | Annulation du tournoi à la suite de la pandémie de Covid-19 | Annulation du tournoi à la suite de la pandémie de Covid-19 | Annulation du tournoi à la suite de la pandémie de Covid-19 | Annulation du tournoi à la suite de la pandémie de Covid-19 |
| 2021  | Baylor                                                      | 86-70                                                       | Gonzaga                                                     | Jared Butler                                                | Baylor                                                      |
| 2022  | Kansas                                                      | 72-69                                                       | North Carolina                                              | Ochai Agbaji                                                | Kansas                                                      |
| 2023  | Connecticut                                                 | 76-59                                                       | San Diego State                                             | Adama Sanogo                                                | Connecticut                                                 |
| 2024  | Connecticut                                                 | 75-60                                                       | Purdue                                                      | Tristen Newton                                              | Connecticut                                                 |
| 2025  | Florida                                                     | 65-63                                                       | Houston                                                     | Walter Clayton Jr.                                          | Florida                                                     |

## Nombres de championnats remportés (depuis 1939)
| - Bruins de l'UCLA 11 - Wildcats du Kentucky 8 - Tar Heels de la Caroline du Nord 6 - Huskies du Connecticut 6 - Hoosiers de l'Indiana 5 - Blue Devils de Duke 5 - Jayhawks du Kansas 4 - Wildcats de Villanova 3 - Gators de la Floride 3 - Bearcats de Cincinnati 2 - Cardinals de Louisville 2 - Spartans de Michigan State 2 - Wolfpack de North Carolina State 2 - Cowboys d'Oklahoma State (Oklahoma A&M) 2 |  | - Dons de San Francisco 2 - Wildcats de l'Arizona 1 - Razorbacks de l'Arkansas 1 - Golden Bears de la Californie 1 - Beavers du CCNY 1 - Hoyas de Georgetown 1 - Crusaders de Holy Cross 1 - Explorers de La Salle 1 - Ramblers de Loyola (Chicago) 1 - Golden Eagles de Marquette 1 - Terrapins du Maryland 1 - Wolverines du Michigan 1 - Buckeyes d'Ohio State 1 |  | - Ducks de l'Oregon 1 - Cardinal de Stanford 1 - Orange de Syracuse 1 - Rebels de l'UNLV (Las Vegas) 1 - Utes de l'Utah 1 - Miners de l'UTEP / Texas Western (El Paso) 1 - Badgers du Wisconsin 1 - Cowboys du Wyoming 1 - Cavaliers de la Virginie 1 - Bears de Baylor 1 |